# INSAT-1D
O INSAT-1D foi um satélite de comunicação e meteorológico geoestacionário indiano da série INSAT que foi construído pela Ford Aerospace. Ele esteve localizado na posição orbital de 83,1 graus de longitude leste e era operado pela Organização Indiana de Pesquisa Espacial (ISRO). O satélite foi baseado na plataforma Insat-1 Bus e sua vida útil estimada era de 7 anos. O mesmo saiu de serviço em 2002.

## História
O INSAT-1D foi o último de uma série de 4 satélites multiuso que ofereciam redes de comunicações e de serviços de previsão do tempo para a Índia. O INSAT-1D, construído pela Ford Aerospace (atual Loral Inc) para a Organização Indiana de Pesquisa Espacial (ISRO) ele abrigava 12 transponders de banda C para telefonia e comunicação de dados e dois transponders de banda S para fornecer serviço de transmissão direta.
O seu radiômetro retornava imagens de meteorologia para a previsão do tempo de longo prazo, aviso de tempestade e gestão de recursos. Posicionado acima de 83,1 graus leste, o satélite substituiu o INSAT-1B, lançado em 1983 e que estava perto do fim da sua expectativa de vida. O lançamento do INSAT-1D foi adiado quase um ano quando uma plataforma de lançamento de elevação teve um cabo quebrado e danificou seu refletor de banda C, após o acidente o painel solar sofreu danos durante o terremoto de 1989 em San Francisco.

## Lançamento
O satélite foi lançado com sucesso ao espaço no dia 12 de junho de 1990, por meio de um veículo Delta-4925 a partir da Estação da Força Aérea de Cabo Canaveral, na Flórida, EUA. Ele tinha uma massa de lançamento de 1.190 kg.

## Incidente
A especificação para o INSAT-1D é o mesmo que o INSAT-1B, mas com a capacidades da bateria e propulsores expandidos. Com o seu lançamento em junho de 1990 foi conclído a primeira geração da série INSAT. O seu lançamento estava previsto para o dia 29 de junho de 1989, mas 10 dias antes ele foi seriamente danificada durante a preparação do lançamento, quando um gancho do guindaste caiu sobre ele. O satélite foi reparado totalmente pelo seguro pela Ford Aerospace com um custo de US $ 10 milhões. Ele também sofreu $ 150,000 em danos durante o terremoto californiano em outubro de 1989. Ele assumiu o papel principal do INSAT-1B em 17 de julho de 1990.

## Capacidade e cobertura
O INSAT-1D era equipado com 12 transponder em banda C e 2 (mais um de reserva) em banda S para fornecer serviços de telecomunicação para o Subcontinente Indiano.